# Callithaca adamsi
Callithaca adamsi is een tweekleppigensoort uit de familie van de Veneridae. De wetenschappelijke naam van de soort is voor het eerst geldig gepubliceerd in 1863 door Reeve.